# Province d'Islay
Pour les articles homonymes, voir Islay.
La province d'Islay (en espagnol : Provincia de Islay) est l'une des huit provinces de la région d'Arequipa, dans le sud du Pérou. Son chef-lieu est la ville de Mollendo.

## Géographie
La province couvre une superficie de 3 846,49 km2. La province se trouve au sud-est de la région d'Arequipa. elle est limitée au nord par la province d'Arequipa, à l'est par la région de Moquegua, au sud par l'océan Pacifique et à l'ouest par la province de Camaná.

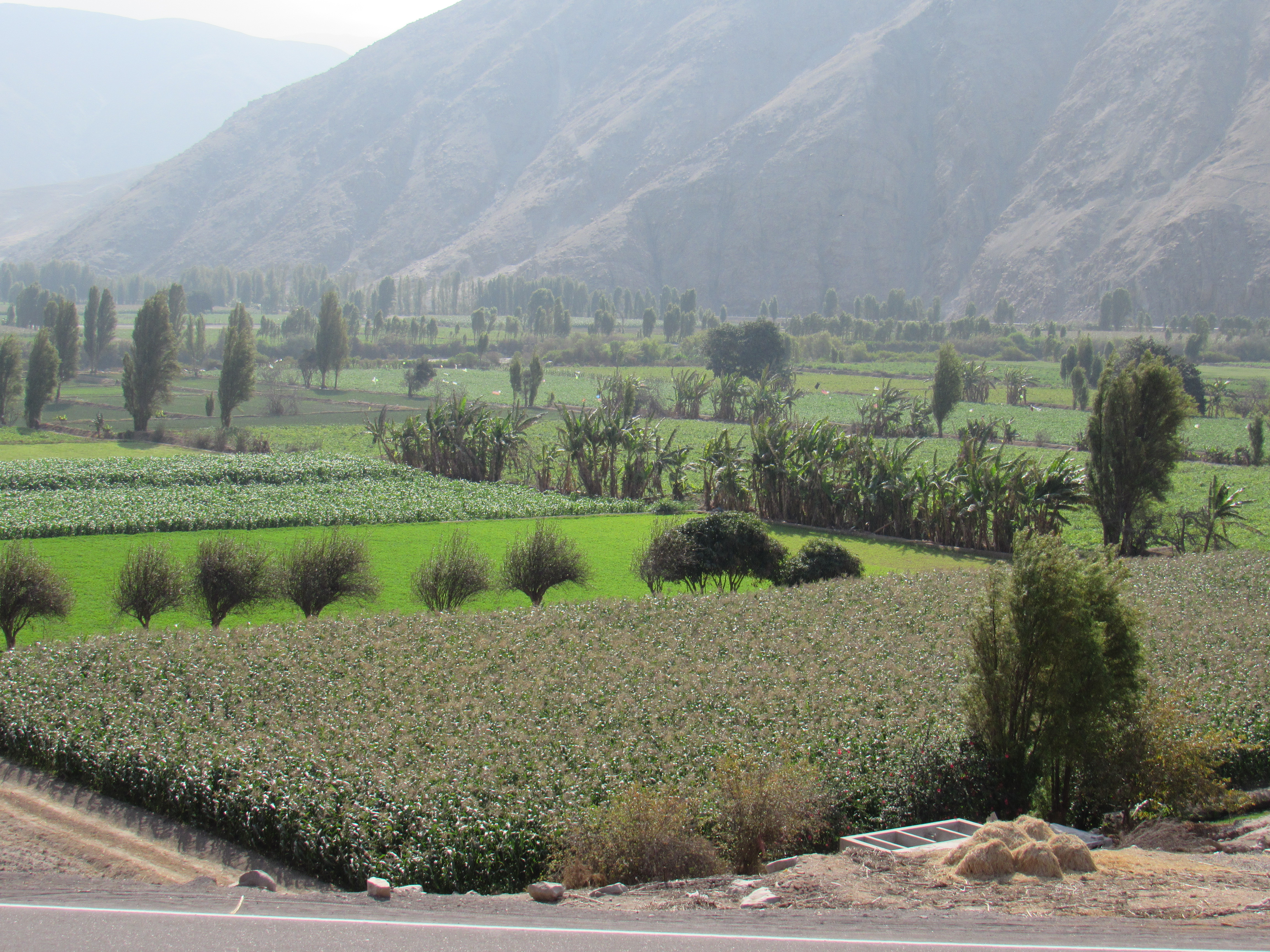
Cultures dans la Vallée du Tambo (Province d'Islay, Département d'Arequipa, Pérou).

## Population
La population de la province était estimée à 56 870 habitants en 2002.

## Économie
- Mine de Tia Maria

## Subdivisions
La province est divisée en six districts :
- Mollendo
- Cocachacra
- Dean Valdivia
- Islay
- Mejía
- Punta de Bombón